# Alyssa Diaz
Alyssa Diaz, född 7 september 1985 i Northridge, Kalifornien, är en amerikansk skådespelerska.
Diaz har bland annat medverkat i TV-serien The Rookie. Hon har även medverkat i filmerna Ben 10: Alien Swarm och Ray Donovan: The Movie.

## Filmografi (i urval)
- 2010 – Ben 10: Alien Swarm
- 2018–2023 – The Rookie (TV-serie)
- 2012 – Red Dawn
- 2022 – Ray Donovan: The Movie